# Associação Atlética São Caetano 2020-2021
Questa voce raccoglie le informazioni riguardanti l'Associação Atlética São Caetano nella stagione 2020-2021.

## Stagione
L'Associação Atlética São Caetano disputa la stagione 2020-21 senza alcun nome sponsorizzato, utilizzando l'abbreviazione São Caetano.
Partecipa da ripescata alla Superliga Série A, collezionando solo sconfitte e finendo per retrocedere come dodicesima e ultima classificata al termine della regular season.
In ambito locale è impegnata nel Campionato Paulista, piazzandosi anche in questo caso all'ultimo posto, senza vincere neanche un incontro.

## Organigramma societario
Area direttiva
- Presidente: Maurício Camargo Milani

Area tecnica
- Allenatore: Fernando Gomes

## Rosa
| N° | Nome                | Ruolo | Data di nascita   | Nazionalità sportiva |
| -- | ------------------- | ----- | ----------------- | -------------------- |
| 1  | Maynara Rossi       | P     | 25 maggio 1999    | Brasile              |
| 2  | Lia Mariano         | C     | 14 maggio 2000    | Brasile              |
| 3  | Cristina de Jesus   | S     | 25 luglio 1998    | Brasile              |
| 4  | Júlia Franco        | C     | 25 maggio 2002    | Brasile              |
| 5  | Bruna Pavan         | S     | 24 aprile 2000    | Brasile              |
| 6  | Eduarda Leite       | O     | 10 dicembre 2004  | Brasile              |
| 7  | Laís de Lima        | L     | 17 settembre 1997 | Brasile              |
| 8  | Isabella Teixeira   | S     | 11 giugno 2003    | Brasile              |
| 9  | Letícia Cruz        | S     | 21 novembre 2002  | Brasile              |
| 10 | Letícia Nunes       | O     | 9 luglio 2001     | Brasile              |
| 11 | Giulia Magiari      | C     | 9 febbraio 1999   | Brasile              |
| 12 | Eduarda do Amaral   | S     | 4 luglio 2003     | Brasile              |
| 13 | Mariana Blum        | S     | 23 novembre 1983  | Brasile              |
| 14 | Stephanie Correa    | C     | 15 luglio 1994    | Brasile              |
| 16 | Laryssa Alves       | P     | 26 agosto 2002    | Brasile              |
| 18 | Gabriela Furlanetto | C     | 7 agosto 2002     | Brasile              |
| 20 | Ana Carolina Breder | L     | 15 novembre 2002  | Brasile              |

## Statistiche

### Statistiche di squadra
| Competizione      | Punti | In casa | In casa | In casa | In trasferta | In trasferta | In trasferta | Totale | Totale | Totale |
| Competizione      | Punti | G       | V       | P       | G            | V            | P            | G      | V      | P      |
| ----------------- | ----- | ------- | ------- | ------- | ------------ | ------------ | ------------ | ------ | ------ | ------ |
| Superliga Série A | 0     | 11      | 0       | 11      | 11           | 0            | 11           | 22     | 0      | 22     |
| Totale            | -     | 11      | 0       | 11      | 11           | 0            | 11           | 22     | 0      | 22     |

### Statistiche dei giocatori
| Giocatrice    | Superliga Série A | Superliga Série A | Superliga Série A | Superliga Série A | Superliga Série A |
| Giocatrice    | P                 | PT                | AV                | MV                | BV                |
| ------------- | ----------------- | ----------------- | ----------------- | ----------------- | ----------------- |
| L. Alves      | 22                | 10                | 7                 | 1                 | 2                 |
| M. Blum       | 22                | 184               | 159               | 16                | 9                 |
| A.C. Breder   | 1                 | 0                 | 0                 | 0                 | 0                 |
| S. Correa     | 20                | 133               | 91                | 34                | 8                 |
| L. Cruz       | 21                | 56                | 51                | 3                 | 2                 |
| C. de Jesus   | -                 | -                 | -                 | -                 | -                 |
| L. de Lima    | 22                | 0                 | 0                 | 0                 | 0                 |
| E. do Amaral  | 11                | 14                | 11                | 3                 | 0                 |
| J. Franco     | -                 | -                 | -                 | -                 | -                 |
| G. Furlanetto | -                 | -                 | -                 | -                 | -                 |
| E. Leite      | -                 | -                 | -                 | -                 | -                 |
| G. Magiari    | 16                | 21                | 13                | 5                 | 3                 |
| L. Mariano    | 22                | 144               | 89                | 50                | 5                 |
| L. Nunes      | 5                 | 5                 | 5                 | 0                 | 0                 |
| B. Pavan      | 22                | 101               | 81                | 13                | 7                 |
| M. Rossi      | 19                | 25                | 14                | 4                 | 7                 |
| I. Teixeira   | 10                | 1                 | 1                 | 0                 | 0                 |

P = presenze; PT = punti totali; AV = attacchi vincenti; MV = muri vincenti; BV = battute vincenti